# Улрих II фон Хелфенщайн
Улрих II фон Хелфенщайн (на немски: Ulrich II von Helfenstein; * ок. 1224; † 17 май 1294) е граф на Хелфенщайн (1241 – 1294), граф на Зигмаринген, фогт на Блаубойрен в Баден-Вюртемберг.
Той е единственият син на граф Улрих I фон Хелфенщайн († сл. 1241) и съпругата му фон Равенщайн, дъщеря на Адалберт фон Равенщайн, или на Анна фон Хенеберг († сл. 1235), дъщеря на граф Попо VII фон Хенеберг († 1245), бургграф на Вюрцбург, и първата му съпруга Елизабет фон Вилдберг († 1220). Внук е на граф Лудвиг I фон Шпитценберг-Зигмаринген-Хелфенщайн († сл. 1200) и съпругата му фон Хелфенщайн, дъщеря наследничка на граф Еберхард II 'Млади' фон Хелфенщайн († ок. 1170).
Чрез женитбите си Улрих II става един от най-могъщите господари в Швабия.

## Фамилия
Улрих II фон Хелфенщайн се жени за Вилибирг/Вилебург фон Дилинген (* ок. 1226; † 1268), дъщеря наследничка (1258 г.) на граф Хартман IV фон Дилинген († 1258) и Вилибирг фон Труендинген († 1246). Тя е сестра на Хартман V († 1286), епископ на Аугсбург (1248 – 1286). Те имат децата:
- Вилибург фон Хелфенщайн († 27 август 1314), омъжена I. пр. 1260 г. за граф Ото II фон Плайн-Хардег († 26 юни 1260), II. сл. 26 юни 1260 г. за граф Хайнрих фон Девин (Добен) († 1270), III. пр. 5 декември 1278 г. за граф Бертхолд фон Кафтернбург-Рабенсвалд, бургграф фон Цнайм († 7 август 1312)
- Агнес фон Хелфенщайн, омъжена пр. 1272 г. за граф Улрих I фон Монфор-Брегенц († април 1287)
- Улрих III фон Хелфенщайн (* ок. 1250; † 1315), граф на Хелфенщайн (1294 – 1315), женен I. ок. 1286 г. в Грайзбах за Аделхайд фон Грайзбах (* ок. 1260; † 23 май 1291), дъщеря на граф Бертхолд II фон Грайзбах († сл. 1288), II. сл. 23 май 1291 г. за Маргарета фон Тогенбург († сл. 1296), незаконна дъщеря на граф Фридрих III фон Тогенбург († 1309)

Улрих II фон Хелфенщайн-Зигмаринген се жени втори път през 1267 г. за Агнес фон Тюбинген-Херенберг, наследничка на Блаубойрен, дъщеря на пфалцграф Рудолф I фон Тюбинген-Херенберг († 1277) и втората му съпруга Аделхайд фон Еберщайн-Сайн († сл. 1277). Те нямат деца.